# Élections législatives de 1978 en Corrèze
Les élections législatives françaises de 1978 se déroulent les 12 et 19 mars 1978. Dans le département de la Corrèze, trois députés sont à élire dans le cadre de trois circonscriptions.

## Élus
| Circonscription | Député sortant   | Parti | Parti | Député élu ou réélu | Parti | Parti |
| --------------- | ---------------- | ----- | ----- | ------------------- | ----- | ----- |
| 1re             | Pierre Pranchère |       | PCF   | Jean-Pierre Bechter |       | RPR   |
| 2e              | Charles Ceyrac   |       | RPR   | Jacques Chaminade   |       | PCF   |
| 3e              | Jacques Chirac   |       | RPR   | Jacques Chirac      |       | RPR   |

## Résultats

### Résultats à l'échelle du département
| Parti          | Parti                            | Premier tour | Premier tour | Second tour | Second tour | Sièges |
| Parti          | Parti                            | Voix         | %            | Voix        | %           | Sièges |
| -------------- | -------------------------------- | ------------ | ------------ | ----------- | ----------- | ------ |
|                | Parti communiste français        | 43 684       | 27,92        | 57 722      | 50,20       | 1      |
|                | Parti socialiste                 | 29 396       | 18,79        | Retrait     | Retrait     | 0      |
|                | Mouvement des radicaux de gauche | 743          | 0,47         |             |             | 0      |
|                | Union de la gauche               | 73 823       | 47,18        | 57 722      | 50,20       | 1      |
|                |                                  |              |              |             |             |        |
|                | Rassemblement pour la République | 66 751       | 42,66        | 57 257      | 49,80       | 2      |
|                | Majorité présidentielle          | 66 751       | 42,66        | 57 257      | 49,80       | 2      |
|                |                                  |              |              |             |             |        |
|                | Gaullistes d'opposition          | 12 061       | 7,71         |             |             | 0      |
|                | Lutte ouvrière                   | 2 672        | 1,71         | 0           |             |        |
|                | Écologie 78                      | 1 149        | 0,73         | 0           |             |        |
|                |                                  |              |              |             |             |        |
| Inscrits       | Inscrits                         | 181 490      | 100,00       | 132 526     | 100,00      | 3      |
| Abstentions    | Abstentions                      | 21 565       | 11,88        | 13 642      | 10,29       |        |
| Votants        | Votants                          | 159 925      | 88,12        | 118 884     | 89,71       |        |
| Blancs et nuls | Blancs et nuls                   | 3 469        | 2,17         | 3 905       | 3,28        |        |
| Exprimés       | Exprimés                         | 156 456      | 97,83        | 114 979     | 96,72       |        |

### Résultats par circonscription

#### Première circonscription (Tulle)
| Candidat       | Candidat                 | Parti             | Premier tour | Premier tour | Second tour | Second tour |  |
| Candidat       | Candidat                 | Parti             | Voix         | %            | Voix        | %           |  |
| -------------- | ------------------------ | ----------------- | ------------ | ------------ | ----------- | ----------- |  |
|                | Jean-Pierre Bechter élu  | RPR               | 22 653       | 44,95        | 26 073      | 50,42       |  |
|                | Pierre Pranchère sortant | PCF               | 17 523       | 34,77        | 25 640      | 49,58       |  |
|                | Louis Vaux               | PS                | 8 607        | 17,08        | Retrait     | Retrait     |  |
|                | Michel Jouannin          | LO                | 865          | 1,72         |             |             |  |
|                | Marcel Esquieu           | MRG (Gaull.prog.) | 743          | 1,47         |             |             |  |
|                |                          |                   |              |              |             |             |  |
| Inscrits       | Inscrits                 | Inscrits          | 58 886       | 100,00       | 58 870      | 100,00      |  |
| Abstentions    | Abstentions              | Abstentions       | 7 688        | 13,06        | 6 020       | 10,23       |  |
| Votants        | Votants                  | Votants           | 51 198       | 86,94        | 52 850      | 89,77       |  |
| Blancs et nuls | Blancs et nuls           | Blancs et nuls    | 807          | 1,58         | 1 137       | 2,15        |  |
| Exprimés       | Exprimés                 | Exprimés          | 50 391       | 98,42        | 51 713      | 97,85       |  |

#### Deuxième circonscription (Brive-la-Gaillarde)
| Candidat       | Candidat              | Parti             | Premier tour | Premier tour | Second tour | Second tour |  |
| Candidat       | Candidat              | Parti             | Voix         | %            | Voix        | %           |  |
| -------------- | --------------------- | ----------------- | ------------ | ------------ | ----------- | ----------- |  |
|                | Stanislas Filliol     | RPR               | 20 482       | 32,74        | 31 184      | 49,29       |  |
|                | Jacques Chaminade élu | PCF               | 15 444       | 24,68        | 32 082      | 50,71       |  |
|                | Jean-Claude Cassaing  | PS                | 13 366       | 21,36        | Retrait     | Retrait     |  |
|                | Jean Charbonnel       | Divers (GO) (MRG) | 12 061       | 19,28        | Retrait     | Retrait     |  |
|                | Michel Mournetas      | LO                | 1 216        | 1,94         |             |             |  |
|                |                       |                   |              |              |             |             |  |
| Inscrits       | Inscrits              | Inscrits          | 73 678       | 100,00       | 73 656      | 100,00      |  |
| Abstentions    | Abstentions           | Abstentions       | 8 927        | 12,12        | 7 622       | 10,35       |  |
| Votants        | Votants               | Votants           | 64 751       | 87,88        | 66 034      | 89,65       |  |
| Blancs et nuls | Blancs et nuls        | Blancs et nuls    | 2 182        | 3,37         | 2 768       | 4,19        |  |
| Exprimés       | Exprimés              | Exprimés          | 62 569       | 96,63        | 63 266      | 95,81       |  |

#### Troisième circonscription (Ussel)
|                | Jacques Chirac sortant réélu | RPR            | 23 616 | 54,29  |  |  |  |
|                | Christian Audouin            | PCF            | 10 717 | 24,64  |  |  |  |
|                | Bernard Coutaud              | PS (MRG)       | 7 423  | 17,07  |  |  |  |
|                | Guy Marchand                 | Écologie 78    | 1 149  | 2,64   |  |  |  |
|                | Micheline Moratille          | LO             | 591    | 1,36   |  |  |  |
|                |                              |                |        |        |  |  |  |
| Inscrits       | Inscrits                     | Inscrits       | 48 926 | 100,00 |  |  |  |
| Abstentions    | Abstentions                  | Abstentions    | 4 950  | 10,12  |  |  |  |
| Votants        | Votants                      | Votants        | 43 976 | 89,88  |  |  |  |
| Blancs et nuls | Blancs et nuls               | Blancs et nuls | 480    | 1,09   |  |  |  |
| Exprimés       | Exprimés                     | Exprimés       | 43 496 | 98,91  |  |  |  |